# Sint-Theresia van het kind Jezuskerk (Gent)

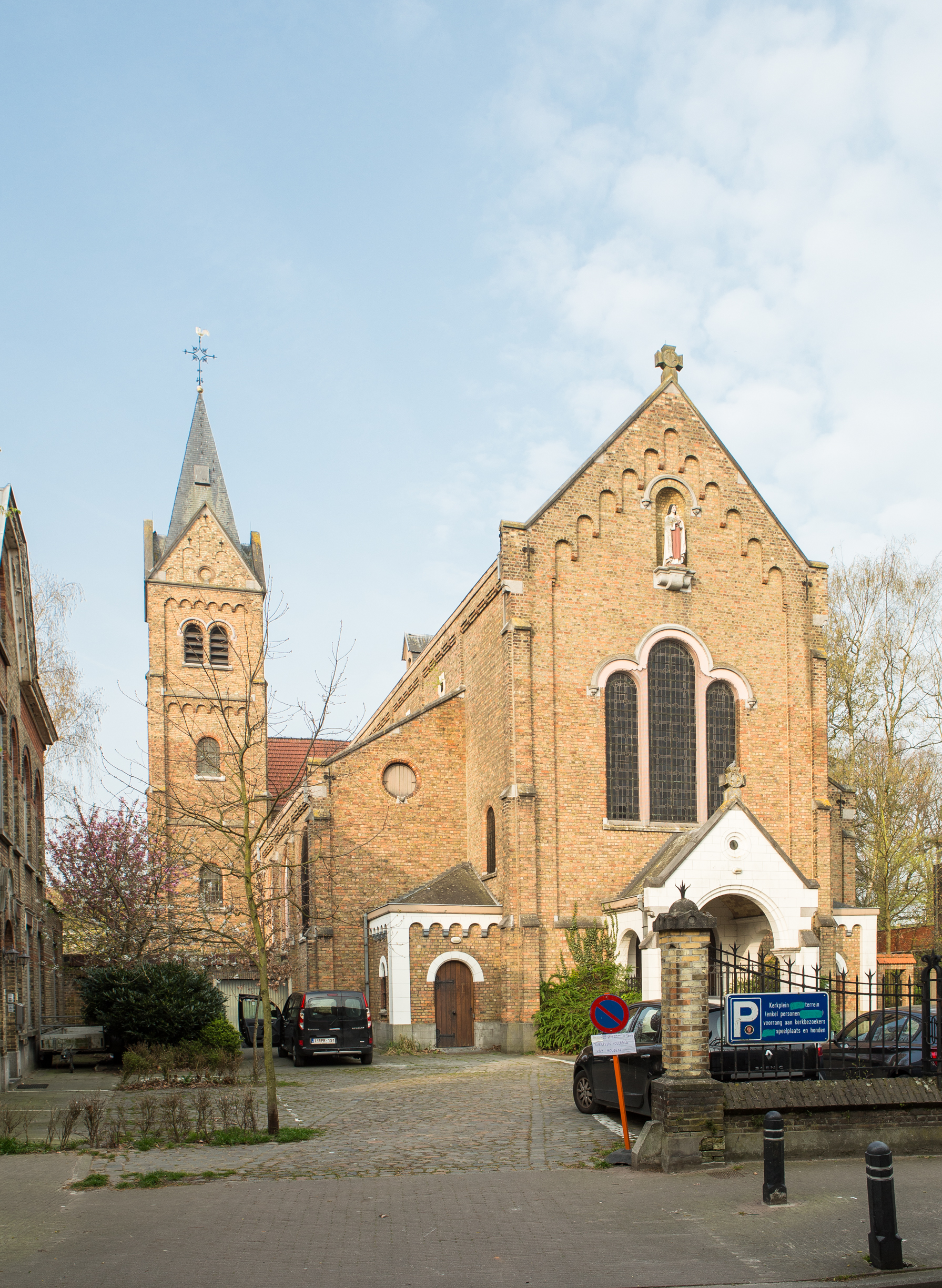
De kerk Sint-Theresia van het kind Jezus

De Sint-Theresia van het kind Jezuskerk is een kerkgebouw in de Gentse wijk Rooigem. De kerk is toegewijd aan Theresia van het kind Jezus.
Deze neoromaanse kruiskerk heeft een kerkschip en twee zijbeuken. De kerktoren staat aan de noordoostzijde en is, zoals de hele kerk, opgetrokken in gele baksteen, die samen met hardsteen is verwerkt. Het kerkgebouw werd opgetrokken naar de plannen van 1928 van architect van Edgard Van Hoecke-Delmarle in 1928. De pastorie aan de linkerkant was ook een deel van het ontwerp.